# Goteló I de Lotaríngia
Goteló I, nascut cap al 967, mort el 1044, va ser marquès d'Anvers des de 1008, i després duc de Baixa Lotaríngia (1023-1044) i Duc d'Alta Lotaríngia (1033-1044). Era el fill més petit de Godofreu I de Verdun conegut com a Godofreu el Captiu comte de Verdun i de les Ardennes, i de Matilde de Saxònia.

## Biografia
A la mort del seu pare (1002), va rebre en el repartiment de béns el marquesat d'Anvers, i es va mostrar fidel al seu germà gran Godofreu II de Verdun, que va rebre al cap de deu anys (1012) el ducat de Baixa Lotaríngia. El 1023 va succeir al seu germà, mort sense fills. El 1024, a la mort de l'emperador Enric II, es va oposar en principi violentament amb altres magnats lotaringis a Conrad II, però després se li va sotmetre (1025).
El 1033, després de la mort del seu cosí Frederic III, Conrad II li va donar el ducat d'Alta Lotaríngia, reconstituint així l'antiga Lotaríngia. L'octubre de 1037, va defensar els seus ducats contra Eudes II de Blois, Comte de Meaux i de Troyes, que intentava crear-se un regne entre França i Germània. Goteló el va derrotar el 15 de novembre de 1037 al comtat de Bar, i Eudes va morir en el combat.
Goteló va aconseguir conservar el país de Drenthe, que havia heretat del seu germà Godofreu el Captiu, encara que Enric II i Conrad II haguessin intentat donar-lo a l'església d'Utrecht.

## Matrimonis i fills
Una esposa, de la qual la història no ha transmès el nom (se cita Barba de Lebarten, sense que això es pugui assegurar), li va donar com a fills a:
- Godofreu II el Barbut († 1069), duc de Baixa i Alta Lotaríngia
- Frederic († 1058), qui fou papa sota el nom d'Esteve IX
- Oda, casada amb Lambert II, comte de Lovaina
- Regelinda, casada amb Albert II († 1063), comte de Namur: Regelinda li va aportar en dot l'alou de Durbuy.
- Matilde, casada amb Sigebald de Santois († abans de 1049), i després a Enric el Furiós († 1061), comte palatí de Lotaríngia, que la va assassinar el 1060.
- Goteló II el Gandul (probablement mort el 1046 o abans), que segons certes interpretacions de les fonts hauria succeït al seu pare a Baixa Lotaríngia, però no es pot dir amb certesa que aquesta successió es produís. En resposta a la rebel·lió de Godofreu II el Barbut (que segons els mateixos historiadors només hauria estat investit amb el ducat d'Alta Lotaríngia i no amb els dos), l'emperador alemany Enric III només hauria amenaçat de donar el ducat a Goteló, que a més sembla que era incompetent.

És dels matrimonis respectius d'Oda i de Régilinda que vindran les pretensions dels comtes de Lovaina i dels comtes de Namur a succeir anys després a Jofré de Bouillon (Godofreu IV), net de Godofreu II. La Baixa Lotaríngia serà atribuïda per l'emperador tan bon punt a una família com a l'altre, abans de tornar definitivament als comtes de Lovaina el 1140.